# Ștefan Negrișan
Ștefan Negrișan (* 9. September 1958 in Peceneaga, Kreis Tulcea) ist ein ehemaliger rumänischer Ringer und Weltmeister 1985.

## Werdegang
Ștefan Negrișan begann als Jugendlicher mit dem Ringen. Nach ersten Erfolgen auf nationaler Ebene wurde er zum Spitzenverein C.S. Farul Constanța delegiert und dort von Trainer Constantin Ofițerescu zu einem Spitzenringer internationalen Formats im griechisch-römischen Stil ausgebildet. Negrișan startete im Leichtgewicht, in der Gewichtsklasse, die in Rumänien von Olympiasieger Ștefan Rusu lange Jahre beherrscht wurde. Er musste deshalb mit seinem ersten Einsatz bei einer internationalen Meisterschaft bis zum Jahr 1982 warten, als Ștefan Rusu in das Weltergewicht aufrückte.
Sein Debüt bei der Europameisterschaft in Warna glückte, denn er wurde Vizeeuropameister im  Leichtgewicht hinter dem sowjetischen Sportler Gennadi Jermilow. Auch bei der Weltmeisterschaft des gleichen Jahres in Kattowitz gewann Negrișan mit der „Bronzenen“ eine Medaille. Alles in allem also ein sehr erfolgreiches Jahr für den schon 29-jährigen Debütanten Ștefan Negrișan.
Im Folgejahr 1983 hatte Ștefan keine so großen Erfolge wie 1982. Bei der Europameisterschaft in Budapest verpasste er mit dem 4. Platz knapp eine Medaille und bei der Weltmeisterschaft in Kiew kam er nur auf den 7. Platz.
1984 wurde Negrișan in Jönköping nach einer Finalniederlage gegen den sowjetischen Sportler Michail Prokudin wie schon 1982 Vizeeuropameister im Leichtgewicht. Bei den Olympischen Spielen des gleichen Jahres in Los Angeles waren die Voraussetzungen für einen Medaillengewinn für Negrișan sehr gut, weil viele sozialistische Staaten diese Spiele boykottierten. Negrișan verpasste aber diese Chance, denn er unterlag im Poolfinale gegen Vlado Lisjak aus Jugoslawien und ließ sich von dem US-Amerikaner James Martinez im Kampf um die Bronzemedaille überraschen und nach 25 Sekunden Kampfdauer auf die Schultern legen.
Nach dieser Enttäuschung wurde das Jahr 1985 zum erfolgreichsten in der Laufbahn von Ștefan Negrișan. Zunächst wurde er in Leipzig wieder Vizeeuropameister im Leichtgewicht. Erneut verwehrte ihm dabei Michail Prokudin den Sprung auf das oberste Treppchen. Bei der Weltmeisterschaft in Kolbotn aber gelang Negrișan im Finale mit einem knappen Punktsieg die Revanche gegen Prokudin. Mit diesem Sieg gewann er den WM-Titel.
Bei der Weltmeisterschaft 1986 in Budapest musste Ștefan Negrișan gleich in der 1. Runde eine Niederlage von Claudio Passarelli aus der Bundesrepublik Deutschland hinnehmen und kam im Endergebnis noch auf den 5. Rang.
Danach beendete er seine internationale Ringerlaufbahn.

### Internationale Erfolge
(OS = Olympische Spiele, WM = Weltmeisterschaft, EM = Europameisterschaft, GR = griech.-röm. Stil, Le = Leichtgewicht, damals bis 68 kg Körpergewicht)
- 1982, 2. Platz, EM in Warna, GR, Le, hinter Gennadi Jermilow, UdSSR u. vor Gerry Svensson, Schweden, Istvan Peter, Ungarn, Peter Thätner, DDR u. Rumen Tzenow, Bulgarien;
- 1982, 3. Platz, WM in Kattowitz, GR, Le, hinter Gennadi Jermilow, u. Istvan Peter u. vor Vlado Lisjak, Jugoslawien, Tapio Sipilä, Finnland u. Sumer Kocak, Türkei;
- 1983, 4. Platz, EM in Budapest, GR, Le, hinter Gennadi Jermilow, Jerzy Kopański, Polen, Tapio Sipilä u. vor Istvan Peter u. Esa Metin, Türkei;
- 1983, 7. Platz, WM in Kiew, GR, Le, hinter Tapio Sipilä, Mohammad Bana, Iran, Gennadi Jermilow, Istvan Peter, Douglas Yeats, Kanada u. Jerzy Kopański;
- 1984, 2. Platz, EM in Jönköping, GR, Le, hinter Michail Prokudin, UdSSR u. vor Panajat Kirow, Bulgarien, Krzysztof Pieta, Polen, Jukka Talvitie, Finnland u. Gerry Svensson;
- 1984, 4. Platz, OS in Los Angeles, GR, Le, hinter Vlado Lisjak, Tapio Sipilä u. James Martinez, USA u. vor Dietmar Streitler, Österreich u. Mohamed M. Alnakhdali, Syrien;
- 1985, 2. Platz, WM in Leipzig, GR, Le, hinter Michail Prokudin u. vor Stanislaw Barej, Polen, Frank Abial, Frankreich, Torsten Schlonske, DDR u. Jasko, CSSR;
- 1985, 1. Platz, WM in Kolbotn/Norwegen, GR, Le, vor Michail Prokudin, James Martinez, Sonny Davidsson, Schweden, Nandor Sabo, Jugoslawien u. Tibor Dudas, Ungarn;
- 1986, 5. Platz, WM in Budapest, GR, Le, hinter Levon Dschulfalakjan, UdSSR, Tapio Sipilä, Claudio Passarelli, BRD u. Morten Brekke, Norwegen u. vor Stanislaw Barej